# Krokodil (schweizerische Band)
Krokodil ist eine Schweizer Rockband.

## Ausrichtung und Geschichte
Die Band wurde 1969 von Hardy Hepp und Düde Dürst gegründet und glich von der musikalischen Richtung her Amon Düül II.
Ihr Stil wird heute unter Progressive Rock eingeordnet. Ihre Wurzeln lagen im Blues, Folk und Rock ’n’ Roll. Sie beriefen sich vor allem auf Jimi Hendrix. 1970 veröffentlichten sie eine Coverversion von Pharoah Sanders’ Erfolgstitel The Creator Has a Master Plan.
Hardy Hepp trat 1971 aus, und nach fünf Alben in fünf Jahren war 1974 vorerst Schluss.
Am Record Store Day 2016 gelangte eine Neupressung von Swamp in den Handel. Im Zürcher Plattenladen Katalog Record Warehouse gaben die vier Ur-Krokodile Hepp, Anselmo, Stevens und Dürst ein kurzes Konzert, an dem sie sechs Songs live spielten – ihr erstes Konzert seit über 40 Jahren. (Mojo Weideli war 2006 gestorben.)
Im Jahre 2020 kam es zu einem Revival der Band, die sich nun aus den Gründungsmitgliedern Dürst, Walty Anselmo und Terry Stevens sowie dem Pianisten Erich Strebel und dem Gitarristen Adrian Weyermann zusammensetzte. 2020 erschien das Album An Invisible World Returns, eine Neueinspielung des Albums An Invisible World Revealed aus dem Jahr 1971. Ein geplantes Konzert am 18. September 2020, dem 50. Todestag von Vorbild Jimi Hendrix, musste wegen der Corona-Pandemie abgesagt werden. Im September 2021 erschien das Album Another Time. Aus gesundheitlichen Gründen musste Walty Anselmo kürzertreten und war ab 2021 nur noch als «Special Guest» dabei.
Zum 55. Geburtstag veröffentlichte die Band das Live-Doppelalbum Lifetime, an dessen Aufnahme auch Gründungsmitglied Hardy Hepp beteiligt war.

## Besetzung
- Walty Anselmo (* 1946, ✝ 2024[8]): Gitarre, Sitar, Gesang (bis 2020, ab 2021 als Gast)
- Düde Dürst (* 1946): Schlagzeug
- Hardy Hepp (* 1944): Gesang, Klavier, Geige, Sax (bis 1971)
- Terry Stevens (* 1945): Bass, Gesang
- Mojo Weideli (* 1948, ✝ 2006): Mundharmonika, Flöte, Percussion[9]
- Adrian Weyermann (* 1974): Gitarre, Gesang (ab 2020)
- Erich Strebel (* 1971): Klavier, Akkordeon, Gesang (ab 2020)

## Diskografie
- 1969: Krokodil
- 1970: Swamp
- 1971: An Invisible World Revealed
- 1972: Getting up for the Morning
- 1972: The Psychedelic Tapes – 1969-1972
- 1973: Sweat and Swim
- 2018: The First Recordings
- 2020: An Invisible World Returns
- 2021: Another Time
- 2024: Lifetime

### Soloprojekte
- 1970: Düde Dürst: Krokodil Solo
- 1988: Düde Dürst: Ruby's Place (mit C. Ostermeier)
- 2009: Düde Dürst: Back to the Groove
- 2016: Düde Dürst: Back to the Groove 2
- 1971: Hardy Hepp: Hahn & Huhn
- 1973: Hardy Hepp: Hardly Healed
- 1976: Hardy Hepp: Hepp - Demo - Spoerri (mit Bruno Spoerri)
- 1985: Hardy Hepp: Sunboat
- 1988: Hardy Hepp: Born in the forest
- 1994: Hardy Hepp: Hand in Hand in Kunming - live